# Caluromyinae
Caluromyinae — підродина опосумів. Майже у всіх видів самки мають повністю розвинений мішок; тільки в Caluromys philander на животі клапті шкіри. Найважливішими відмінностями від інших опосумів є інша структура надп'ятково-гомілкового суглоба та інший каріотип. Поширення простягається від південної Мексики через Центральну Америку і північ Південної Америки до Аргентини.

## Класифікація
Підродина Caluromyinae
- Рід Caluromys
  - Підрід Caluromys
    - Caluromys philander

  - Підрід Mallodelphys
    - Caluromys derbianus
    - Caluromys lanatus
- Рід Caluromysiops
  - Caluromysiops irrupta
- Рід †Pachybiotherium
  - †Pachybiotherium acclinum